# Альтаир ибн Ла-Ахад
Альтаир ибн Ла-Ахад (англ. Altaïr ibn La-Ahad, араб. الطائر ابن لا أحد‎ — Летящий, сын Никого) — вымышленный персонаж, ассасин, главный герой компьютерных игр Assassin’s Creed, Assassin’s Creed: Bloodlines, Assassin’s Creed: Altaïr’s Chronicles, а также является одним из персонажей в Assassin’s Creed: Revelations.

## Биография
Являясь сирийцем, Альтаир родился 11 января 1165 года и принял активное участие в событиях времён Третьего Крестового похода. Его отец, Умар ибн Ла-Ахад, был членом ордена ассасинов, мать умерла при родах. Во время осады Масиафа в 1176 году Умар был казнён сарацинами. Альтаир обвинил в этом Ахмада Софиана, ещё одного ассасина. Терзаемый муками, однажды ночью Ахмад убил себя на глазах мальчика. Аль-Муалим приказал Альтаиру никому не говорить об этом. После он познакомился с сыном Ахмада, Аббасом, они стали лучшими друзьями. Однажды вечером Альтаир рассказал Аббасу правду о его отце, но тот не поверил и на следующий день на тренировке хотел убить Альтаира. Оба ассасина были наказаны, а Аббаса оставили учиться ещё год. Так, из лучших друзей они стали злейшими врагами.
В 1189 году тамплиеры вторглись в Масиаф и взяли в плен Аль-Муалима и ещё 3 ассасинов. Помогал тамплиерам Харас, ассасин, который предал орден. Но Альтаир сумел пробраться в крепость и освободить Аль-Муалима, убив Хараса.
В 1190 году ассасины и тамплиеры сражались за «Чашу Эдема». Тот, кто владел Чашей мог объединить все фракции под одним флагом, и также мог управлять Святой землёй. Тем самым можно было закончить Третий Крестовый поход. В ходе поисков Альтаир узнаёт, что Чаша это не предмет, а человек, женщина по имени Ада. Он влюбляется в Аду и убивает Василиска, великого магистра ордена тамплиеров, но Аду увозят на корабле тамплиеры, а затем убивают. В своём кодексе он писал, что «никогда не сможет любить женщину, как любил её».
Ему и двум другим братьям-ассасинам Малику и Кадару требовалось достать «Частицу Эдема» в Храме Соломона раньше, чем это сделают тамплиеры во главе с магистром ордена Робером де Сабле. Несмотря на всю относительную простоту задания, Альтаир пренебрёг многими аспектами системы правил и устоев ассасинов, в результате чего он и его напарники потерпели поражение.
Оставшись в живых, Альтаир решил вернуться в крепость Масиаф, чтобы рассказать Аль-Муалиму обо всём случившемся. Туда же приходит и его раненый напарник Малик, которому всё-таки удалось достать «Частицу Эдема». Малик начинает рассказывать учителю свою версию произошедшего, не забыв упомянуть и тот факт, что Альтаир пренебрёг догматами Братства ради своих эгоистических целей и что по его вине погиб брат Малика.
Дальнейшему разговору помешало внезапное нападение армии тамплиеров — Альтаир оказал в данной ситуации посильную помощь, эвакуировав мирных жителей и одолев своих врагов без особых численных потерь. Но, несмотря на всё это, наказание за нарушение трёх основных правил было приведено в исполнение: главного героя понизили в ранге до ученика, лишая всех привилегий и защитного обмундирования.
Дабы восстановить звание и честь, Аль-Муалим дал Альтаиру задание вычислить предателя, открывшего ворота армии тамплиеров. После успешного выполнения протагонист смог восстановить своё первое оружие: скрытый клинок. Вслед за этим, главный герой выполнил ещё девять основных заданий, попутно задумываясь об истинных намерениях своего учителя и связи между указанными жертвами…
Альтаир со временем полностью возвращает свой статус и снаряжение, завершающей целью в цепочке убийств стал магистр ордена Робер де Сабле, поимка которого стала несколько трудной, но очень важной задачей: именно Робер рассказал Альтаиру истинные намерения учителя и роль Альтаира в исполнении его коварных планов.
Спустя определённое время, протагонист прибыл в крепость Масиаф и увидел одержимых, будто бы зомбированных, горожан: все они подчинялись воле Аль-Муалима, владельца «Частицы Эдема». Между учителем и главным героем состоялся смертельный бой, в ходе которого победителем вышел Альтаир. Он сжёг тело Аль-Муалима, дабы удостовериться, что это реальное тело, а не очередная иллюзия. После этого, во время речи Альтаира, обращённой к ассасинам и жителям Масиафа, его предаёт давний недоброжелатель и соперник Аббас, который отбирает Яблоко. Но Аббас оказывается не готов к его силе, и Альтаиру удаётся отобрать Яблоко и спасти соперника от его силы.
Спустя два месяца Альтаир отправляется на Кипр, чтобы остановить нового великого магистра тамплиеров — Армана Бушара. Недавно Ричард Львиное Сердце продал остров тамплиерам. На острове находится архив тамплиеров. Помогая местному сопротивлению, убивая сподвижников Бушара, спустя два года, Альтаир убивает Бушара. Во время путешествия на Кипр, ассасин влюбляется в Марию Торпе, которая перешла на сторону ассасинов. Вскоре Альтаир и Мария женятся, после чего у них рождается сын Дарим в 1195, а потом второй — Сеф в 1197 году.
В 1217 году Альтаир решает, что империя Чингисхана угрожает миру, кроме того ассасин подозревает, что император использует очередную частицу Эдема — Меч. Вместе с Марией и Даримом они отправляются в Монголию, чтобы остановить завоевателя. Вместе с местным ассасином Кулан Галом, им удаётся убить Чингисхана, но на это понадобилось 8 лет.
В это время Аббас захватил власть над Масиафом. Свами, его правая рука, убивает Сефа и подбрасывает улики временному заместителю Альтаира — Малику. Малика сажают в тюрьму, а главой ордена становится Аббас. Вернувшийся Альтаир не верит в виновность друга, но возглавляемый Аббасом совет не возвращает бывшему наставнику власть над орденом. Тогда Альтаир освобождает Малика из тюрьмы, который рассказывает, что Сефа убил Свами, но Свами убивает Малика, подставляя Альтаира. Аббас требует отдать ему Яблоко Эдема, но Альтаир использует его против них, заставив Свами покончить с собой. Но в результате завязавшейся стычки гибнет Мария, а Альтаир сбегает в Аламут вместе с Даримом.
В следующие 20 лет Альтаир изучает тайны, которые ему открывает Яблоко, в результате чего Альтаир составляет кодекс ассасинов, где записывает свои мысли насчёт них. Также с помощью Яблока Альтаир создал многие изобретения, вроде неразрушимых доспехов, двойного скрытого клинка и скрытого пистолета.
В 1247 году Альтаир возвращается в Масиаф и решает поднять восстание с помощью Тазима, сына Малика, и других верных Альтаиру ассасинов. В конце концов, Альтаир убивает Аббаса из скрытого пистолета и возвращает себе власть над орденом.
Вскоре он знакомится с итальянскими купцами Никколо и Маттео Поло, приглашёнными Даримом, который путешествовал по Европе. Итальянцы узнали историю жизни Альтаира, а также спасли из осаждённого монголами Масиафа кодекс ассасинов и печати, в которых записаны воспоминания Наставника.
Оставшийся после эвакуации из осаждённого города один, Альтаир идёт в тайную библиотеку, где прячет Яблоко Эдема и умирает от старости в кресле с печатью-воспоминанием в руках. В этой комнате спустя столетия его найдёт ассасин эпохи Возрождения, Эцио Аудиторе да Фиренце.

## Описание

### Характер
По словам Аль-Муалима, уже с детства Альтаир проявлял лидерские качества и, благодаря этому, являлся лучшим учеником, с ранних лет завоевавшим уважение и признательность своего учителя. В начале карьеры эгоистичным, вспыльчивым, хвастливым, но талантливым воином. Со временем он изменился, став мудрым и рассудительным наставником, который привёл орден ассасинов к расцвету.

### Внешность
Альтаир имеет внешность, присущую всем главным героям серии игр Assassin’s Creed: слегка смуглую кожу, особый тип бровей, а также отличительный шрам на губе. Как мастер-ассасин, он носит длинное белое одеяние, напоминающие одеяние монаха, красный пояс и капюшон. Впоследствии Леонардо да Винчи (Assassin’s Creed 2) рассказывал Эцио, что для использования скрытого клинка, ассасин должен лишиться безымянного пальца. И если присмотреться к левой руке Альтаира, то на ней действительно нет безымянного пальца. К счастью, Эцио не пришлось его лишаться, так как конструкция клинка была усовершенствована и больше не требовала подобной жертвы.

### Навыки
Прекрасный акробат, его навыки напоминают современный способ пересечения городской местности — паркур. Великолепный фехтовальщик и метатель ножей. Обладает необычной способностью — «Орлиным зрением».
«Орлиное Зрение» является шестым чувством, которым владели некоторые предки и потомки Альтаира. С помощью этой способности можно узнать информацию об отношении определённого горожанина к главному герою, выслеживать нужную цель и видеть подсвеченные предметы, где можно скрыться.
Альтаир при жизни умел плавать. Но в Анимусе 1.28 есть баг, не позволяющий Альтаиру этого делать, поэтому при падении в воду происходит десинхронизация.

### Оружие
- Кулаки и ноги — Альтаир способен драться руками и ногами. Это помогает только против слабых и безоружных врагов.
- Скрытый клинок — скрытый клинок, закреплённый на специальном пружинном механизме. В случае необходимости, Альтаир совершает движение пальцем, и клинок выдвигается вдоль его руки. Модель клинка Альтаира, в основном, пригодна только для скрытных или прямых нападений. Клинок выдвигается на месте отрубленного пальца.
- Меч — обычный меч, который улучшается с повышением ранга, становится саблей. Способен наносить весомые повреждения.
- Метательные ножи — небольшого размера ножи для метания. В некоторых случаях требуется не одно попадание, чтобы убить противника.
- Кинжал — средних размеров клинок. Используется так же, как и меч, за парой исключений: он не имеет мощных атак, а также наносит чуть меньше урона, что компенсируется его скоростью..
- Арбалет — оружие, не вошедшее в финальную версию игры потомy что его перезарядка занимала очень много времени. Арбалет заряжался болтами, и, как видно на видео, наносил сильный урон даже хорошо бронированным целям.

## Появления
Альтаир является протагонистом следующих игр: Assassin’s Creed, Assassin’s Creed: Altaïr’s Chronicles, Assassin’s Creed: Bloodlines, Assassin’s Creed: Revelations.
Также появляется во сне Дезмонда в Assassin’s Creed II.
Кроме того костюм Альтаира можно получить в играх Assassin’s Creed II, Assassin’s Creed: Brotherhood, Assassin’s Creed III, Assassin’s Creed IV Black Flag, Assassin’s Creed Unity, Assassin’s Creed Origins,
Assassin's Creed Valhalla.
Альтаир главный герой романа «Кредо Убийцы: Тайный Крестовый поход».

## В других играх
- В игре «Prince of Persia» (2008) Костюм Альтаира является открываемым альтернативным костюмом для Принца[8].
- В «Metal Gear Solid 4: Guns of the Patriots» Солид Снейк может замаскировать себя костюмом Альтаира.
- Костюм Альтаира также появляется в «Rayman Raving Rabbids 2».
- В игре «The Witcher 2: Assassins of Kings» есть пасхальное яйцо. Возле разбитой тележки с сеном лежит ассасин.
- В игре «The Saboteur» игрок может получить трофей «Altair».
- В игре «Final Fantasy 15» игрок может получить костюм Альтаира

## История создания
Прототипом для лица Альтаира стал канадский актёр и модель Франциско Рандес.

## Критика и отзывы
- Альтаир получил 30 место в списке пятидесяти лучших персонажей компьютерных игр по версии книги рекордов Гиннесса[9][10].
- IGN номинировал Альтаира на награду «Stars' 2007 Badasssss!»[11].
- Кроме того, Джесси Шедин выделил Альтаира из числа других бойцов в «играх с драками», сказав, что он является немного более эффективной и реалистичной версией Принца из серии «Prince of Persia»[12].
- IGN, используя опросы и комментарии читателей, дал Альтаиру 9 место в списке самых переоценённых персонажей, сравнивая его с Принцем Персии и назвав его «двухмерным» и шаблонным персонажем[13].
- Журналисты австралийской газеты The Age поставили его в 2008 году на 4 место в списке 50 лучших персонажей в играх для Xbox всех времён[14].